# NEVER LET YOU GO
「NEVER LET YOU GO」（ネヴァー レット ユー ゴー）は、GENERATIONS from EXILE TRIBEの楽曲で、5枚目のシングル。2014年4月23日にrhythm zoneから発売された。

## 概要
- 前作『HOT SHOT』より約6ヶ月ぶりのシングルリリースで、2014年第1弾シングル。「CD+DVD」、「CDのみ」、「ワンコインシングル」、「ミュージックカード（全7種）」の全10形態でのリリース。
- 表題曲「NEVER LET YOU GO」は、『EXILE Presents VOCAL BATTLE AUDITON 4 〜夢を持った若者達へ〜』の第二次審査課題曲。
- 「REVOLVER」は、MAKIDAI（EXILE）こと眞木大輔主演の映画『俺たちの明日』の主題歌。また、GENERATIONSとして初めて出演したローソン『Pontaカード「Pontaでおトク」篇』のCMソングでもある。
- 前作と同じくSpecial Bonus Trackとして、「HOT SHOT」のEnglish Versionを収録。DVDには、表題曲のMusic Videoを収録。

## 収録曲
CD
1. NEVER LET YOU GO [4:11]
作詞：岡田マリア、作曲：SKY BEATZ・FAST LANE・Chris Hope・J FAITH
  - 「EXILE Presents VOCAL BATTLE AUDITON 4 〜夢を持った若者達へ〜」第二次審査課題曲。
2. REVOLVER [4:05]
作詞：P.O.S.、作曲：SKY BEATZ・SHIKATA・Chris Hope
  - 映画『俺たちの明日』主題歌
  - ローソン『Pontaカード「Pontaでおトク」篇』CMソング
3. NEVER LET YOU GO（Instrumental）
4. REVOLVER（Instrumental）
5. HOT SHOT (English version) [4:01]
作詞：SUNNY BOY、作曲：Ricky Hanley・Kevin Charge・Hide Nakamura

DVD
1. NEVER LET YOU GO（MUSIC VIDEO）